# Nadim Sabagh
Namid Ahmed Al-Sabagh (Laodicea, 4 agosto 1985) è un calciatore siriano, difensore dell'Al-Zawraa e della Nazionale siriana.

## Caratteristiche tecniche
È un terzino sinistro.

## Carriera

### Club
Comincia a giocare in patria, al Tishreen. Nel 2007 passa all'Al-Jaish. Nel gennaio 2012 si trasferisce in Iraq, all'Arbil. Nel 2015 si accasa all'Al-Naft. Nel 2016 viene acquistato dall'Al-Zawraa.

### Nazionale
Ha debuttato in Nazionale il 14 novembre 2010, nell'amichevole Bahrein-Siria (0-2). Ha messo a segno la sua prima rete con la maglia della Nazionale il 29 giugno 2011, nell'amichevole Iraq-Siria (1-2). Ha partecipato, con la Nazionale, alla Coppa d'Asia 2011.